# 周厉王攻戎之战
周厉王攻戎之战，是指周天子周厉王攻打西戎的戰爭。
周孝王十三年，西周封非子于秦。号称秦嬴。周厉王时，秦嬴的曾孙秦仲即位。周厉王无道，西戎趁机侵犯秦地（今甘肃省张家川东），掳杀秦仲之族。周厉王派军进攻西戎，没有能获胜，但是阻止了西戎的进攻。